# Othoes hirsti
Espèce
Othoes hirsti est une espèce de solifuges de la famille des Galeodidae.

## Distribution
Cette espèce est endémique d'Arabie saoudite. Elle se rencontre vers Djeddah.

## Étymologie
Cette espèce est nommée en l'honneur d'Arthur Stanley Hirst.

## Publication originale
- Lawrence, 1954 : Some Solifugae in the collection of the British Museum (Natural History). Proceedings of the Zoological Society of London, vol. 124, no 1, p. 111-124.